# Жаклін Вормс де Ромії
Жаклін де Ромії або Жаклін Вормс де Ромії, уроджена Жаклін Давид (фр. Jacqueline Worms de Romilly, Jacqueline David, 26 березня 1913, Шартр — 18 грудня 2010, Булонь-Бійанкур) — французька філологиня, есеїстка та історик-еллініст, визначна антикознавиця. Член Французької академії (1988, крісло 7).

## Біографія
Батько з єврейської сім'ї, професор філософії, загинув на фронті Першої світової війни, мати — письменниця. Закінчила ліцей Мольєра та ліцей Людовіка Великого в Парижі, потім — Еколь Нормаль. У роки війни була відсторонена від викладання режимом Віші, переховувалась від нацистських переслідувань. Здобула докторський ступінь у 1947 році. Працювала шкільною вчителькою, викладала в Лілльському університеті, з 1957 до 1973 — у Сорбонні.
У 1995 році отримала грецьке громадянство, в 2000 році уряд Греції проголосив її «послом елліністичної культури». У 1940 році прийняла католицтво і в 2008 році супроводжувалася священником церкви католицьких маронітів. Померла в лікарні Амбруаза Паре.

## Наукові інтереси
Більшість її численних праць присвячено еволюції давньогрецької думки та уявлень греків про людину, формуванню історичної свідомості у контексті становлення грецької демократії. Вона — перекладачка Фукідіда та авторка праць про нього, а також праць про Гомера, грецьких трагіків та ін.
Виступала також як письменниця.

## Визнання та нагороди
Перша жінка — професор Колеж де Франс (1973). Член Академії написів та красного письменства (1975), в 1987 році стала її президентом. Друга (після Маргеріт Юрсенар) жінка — член Французької академії (1988), після смерті Клода Леві-Стросса в 2009 — найстарша членкиня Академії. У 2009 році її ім'я присвоєно колежу в Маньї-ле-Онгр (департамент Сена та Марна).
Кавалер Великого Хреста Ордена Почесного легіону (2007). Кавалер Великого Хреста Ордена «За заслуги». Командор Ордена Академічних пальм. Командор Ордена мистецтв та літератури. Велика премія Французької Академії (1984), багато інших національних та закордонних нагород. Член-кореспондент численних національних академій, почесний доктор багатьох університетів світу.

## Книги
- Thucydide et l'impérialisme athénien, la pensée de l'historien et la genèse de l'œuvre (1947, 1961)
- Histoire et raison chez Thucydide (1956, 1967)
- La Crainte et l'angoisse dans le théâtre d'Eschyle (1958, 1971)
- L'évolution du pathétique, d'Eschyle à Euripide (1961, 1980)
- Nous autres professeurs (1969)
- La Tragédie grecque (1970, 1982)
- Le temps dans la tragédie grecque (1971)
- La Loi dans la pensée grecque, des origines à Aristote (1971)
- Problèmes de la démocratie grecque (1975, 1986)
- La douceur dans la pensée grecque (1979, 1995)
- Précis de littérature grecque (1980, 2002)
- L'Enseignement en détresse (1984, 1991)
- « Patience, mon cœur»: l'essor de la psychologie dans la littérature grecque classique (1984, 1994)
- Homere (1985)
- La Modernité d'Euripide (1986)
- Sur les chemins de Sainte-Victoire (1987, 2002)
- Les Grands Sophistes dans l'Athènes de Périclès (1988)
- La Grèce à la découverte de la liberté (1989)
- La construction de la vérité chez Thucydide (1990)
- Ouverture à cœur (1990)
- Écrits sur l'enseignement (1991)
- Pourquoi la Grèce ? (1992)
- Les œufs de Pâques (1993)
- Lettres aux parents sur les choix scolaires (1994)
- Rencontre avec la Grèce Antique (1995)
- Alcibiade ou les dangers de l'ambition (1995)
- Jeux de lumière sur l'Hellade (1996)
- Hector (1997)
- Le trésor des savoirs oubliés (1998)
- Laisse flotter les rubans (1999)
- La Grèce antique contre la violence (2000)
- Héros tragiques, héros lyriques (2000)
- Roger Caillois hier encore (2001)
- Sous des dehors si calmes (2002)
- Une certaine idée de la Grèce (2003)
- De la Flûte à la Lyre (2004)
- L'invention de l'histoire politique chez Thucydide (2005)
- L'élan démocratique dans l'Athènes ancienne (2005)
- Les Roses de la solitude (2006)
- Dans le jardin des mots (2007)
- Le sourire innombrable (2008)
- Petites leçons sur le grec ancien (2008)
- Les Révélations de la mémoire (2009)
- La grandeur de l'homme au siècle de Périclès (2010)